# شتيفان كلاين
شتيفان كلاين (بالألمانية: Stefan Klein)‏ (و. 1965  م) هو صحفي، ومؤلف ألماني، ولد في ميونخ.

## التعليم
تعلم في جامعة لودفيغ ماكسيميليان في ميونخ.

## روابط خارجية
- ستيفان كلاين على موقع مونزينجر (الألمانية)